# Kōji Naka
Kōji Naka (中康次, Naka Kōji), né le 26 juin 1948 et mort le 19 décembre 2015, est un acteur japonais, qui a joué entre autres dans la série télévisée Sukeban Deka, aux côtés de Yuki Saitō, en 1985. Son vrai nom est Yasuharu Fukunaka (福中 康治, Fukunaka Yasuharu).

## Filmographie sélective
- 1979 : Les Guerriers de l'Apocalypse (戦国自衛隊, Sengoku jieitai?) de Kōsei Saitō
- 1985 : Sukeban Deka (スケバン刑事?) (série TV)